# Muskatblüt

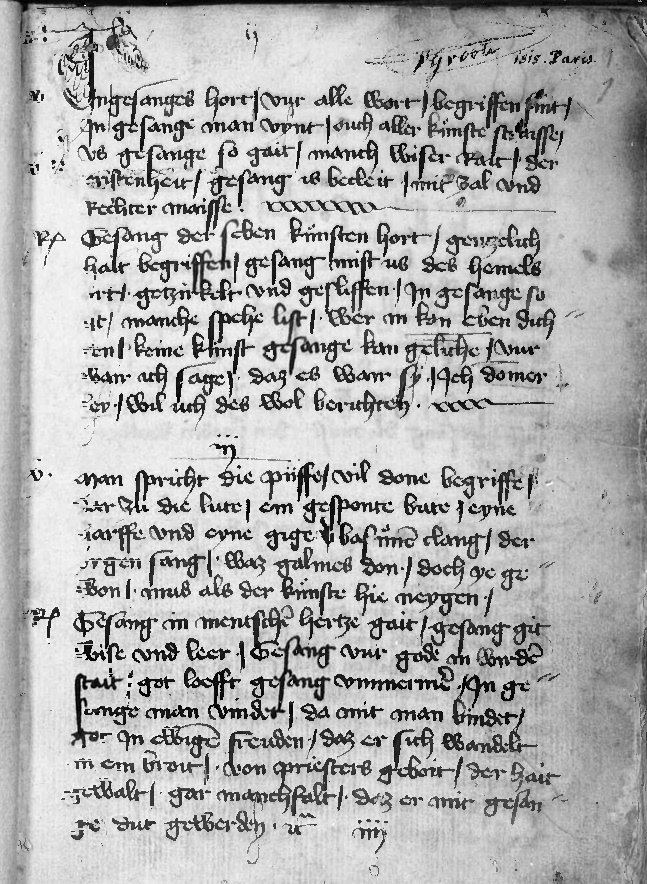
Beginn der wichtigsten Handschrift im Stadtarchiv Köln

Muskatblüt (auch Muskatplüt oder Konrad Muskatblut; * vielleicht um 1390; † nach 1438) war ein deutscher Dichter und der erste Vertreter des Meistersanges.

## Leben
In der Tradition der Sangspruchdichtung war Muskatblüt zusammen mit dem jüngeren Michael Beheim der letzte Berufsdichter seiner Zeit. Er lebte in der ersten Hälfte des 15. Jahrhunderts und stammte vermutlich aus Ostfranken.
Da Auftritte von ihm in Nördlingen, Nürnberg und Regensburg bezeugt sind, ist anzunehmen, dass Muskatblüt überwiegend im süddeutschen Raum lebte. Viele Jahre war er wohl auch für den Hof in Mainz tätig, da er 1424 in Nördlingen als „des von Meincz sprecher“ und 1441 in Nürnberg als „des von Meincz varender man“ bezeichnet wurde.
Sein ältestes Lied (Nr. 70) lässt sich exakt auf 1415 datieren, da Muskatblüt hier Ereignisse des Konstanzer Konzils thematisiert. Zwischen 1420 und 1431 nahm er an den Hussitenkriegen teil, und auf die Krönung König Albrechts II. 1438 verfasste er ein Huldigungsgedicht.
Er schrieb  Minnegedichte in der Tradition des Minnesanges und allegorisch-geistliche Lieder, darunter für die Frühzeit des Meistersanges typische Marienlieder.
Durch eine eigene Autorenhandschrift (Sammlungen von Texten eines einzelnen Dichters) sicherte Muskatblüt das Fortbestehen seines Werks. Sie befindet sich heute im Historischen Archiv der Stadt Köln, bei dessen Einsturz 2009 sie beschädigt und 2016/17 restauriert wurde.

## Werkausgaben
- Eberhard von Groote (Hrsg.): Lieder Muskatblut’s, Köln 1852; Digitalisat in der Google-Buchsuche; Mikrofiche-Ausgabe (Reprint): Saur, München 1990, ISBN 3-598-50998-7.
- Jens Haustein, Eva Willms (Hrsg.): Die Lieder Muskatbluts. Anton Hiersemann, Stuttgart 2021, ISBN 978-3-7772-2125-0.